# 北岡隆
北岡 隆（きたおか たかし、1931年1月29日 - 2018年1月30日）は、日本の経営者。元三菱電機社長。

## 経歴
京都府京都市出身。1953年に京都大学工学部電気工学科を経て、1955年に京都大学大学院工学部工学研究科を修了し、同年に三菱電機に入社。1987年6月に取締役に就任し、常務、副社長を経て、1992年6月に社長に就任し、1998年6月までに務めた。
三菱商事取締役、日本経営者団体連盟副会長なども歴任した。
2018年1月30日誤嚥性肺炎のために死去。